# Scott Redding
Scott Christopher Redding (Gloucester, 4 de janeiro de 1993) é um motociclista britânico, atualmente compete na WSBK  pela Aruba IT Ducati.

## Carreira
Scott Christopher Redding começou a pilotar em 2003